# Portas Abertas
Portas Abertas (em inglês:"Open Doors") é uma organização não governamental internacional de ajuda humanitária cristã evangélica interdenominacional de apoio a cristãos perseguidos em mais de 60 países onde o cristianismo é legalmente ou socialmente desencorajado, oprimido ou perseguido. Eles também estão envolvidos na distribuição de bíblias e literatura, gravações de áudio, transmissão e treinamento. Os objetivos abertos da Portas Abertas são conscientizar a perseguição global, mobilizar a oração, o apoio e a ação entre os cristãos de todo o mundo. É baseada em Harderwijk, Países Baixos. O escritório regional dos Estados Unidos está em Santa Ana, Califórnia. A Portas Abertas também abriu o seu escritório local no Brasil em 1978, sediado em São Paulo.

## História
A Missão Portas Abertas foi criada em 1955 pelo holandês Anne van der Bijl,  mais conhecido como Irmão André, que decidiu contrabandear bíblias para suprir os cristãos vivendo em países da então chamada "Cortina de Ferro".
Após o sucesso inicial em entregar bíblias na Polônia, Irmão André prosseguiu fazendo o mesmo em diversos países alinhados com o regime soviético. Em 1957 ele passou a usar um fusca, que viria a percorrer mais de 300 mil km e se tornaria um símbolo da missão.
Os anos iniciais da missão foram registrados no livro "O Contrabandista de Deus", publicado em 1967, onde André narra suas experiências em penetrar as fronteiras do Leste Europeu e o conta(c)to com os cristãos que viviam sua fé sob restrição.
As operações da Portas Abertas se estenderam para outros lugares, à medida que novas necessidades dos cristãos eram identificadas em diferentes localidades do mundo. Assim, Portas Abertas iniciou suas atividades na República Popular da China em 1965 e no Oriente Médio, em 1978, onde atualmente concentra a maior parte dos seus esforços.
Outro país que atrai grande parte dos esforços da missão é a Coreia do Norte, que encabeça a lista dos países com maiores restrições ao cristianismo publicada regularmente pela entidade.
Em 2022, teria programas em 70 países.

### Projeto Pérola
Em 1981, a Missão Portas Abertas Internacional organizou uma operação secreta denominada "Projeto Pérola", que possibilitou a entrega na China de um milhão de Bíblias em uma única noite.

## Programas
Os principais programas da ONG são:
- Entrega de Bíblias e outras literaturas cristãs
- Fornecimento de treinamento pastoral e discipulado
- Realização de seminários sobre vida cristã, vida familiar. "Estar forte através da tempestade" é o seminário que eles usam para ensinar igrejas sobre como sobreviver sob perseguição.
- Realização cursos de alfabetização baseados na Bíblia
- Fornecimento de equipamentos e treinamento profissional para ajudar as viúvas, as famílias dos presos de consciência, os deslocados e os desempregados a ganhar a vida
- Fornecimento de assistência jurídica e conforto espiritual e emocional aos prisioneiros e suas famílias
- Financiamento e fornecimento de equipamentos para pastores, igrejas e faculdades bíblicas
- Fornecimento de impressoras, rádios, cassete, fotocopiadoras e A / V e equipamentos de transporte
- Patrocínio de faculdades bíblicas, ministérios de reconciliação e centros de restauração para refugiados, viúvas e órfãos cristãos.

## Lista Mundial
De acordo com o Índice Global de Perseguição de Cristãos publicado pela organização, mais de 260 milhões de Cristãos (um em cada oito Cristãos) foram severamente perseguidos em todo o mundo por sua fé e, em 2019, mais de 2.983 morreram por causa de sua fé, no mundo.
A organização publica uma "Lista Mundial" anualmente, que classifica os países pela gravidade da perseguição que os cristãos enfrentam para buscar ativamente sua fé. A lista baseia-se na pesquisa e comparação de pesquisadores de campo, especialistas externos, acadêmicos e documentos de pesquisa disponíveis publicamente. É um instrumento qualitativo baseado nessas opiniões subjetivas. Em 2012, a metodologia da lista foi amplamente revista, a fim de proporcionar maior credibilidade, transparência, objetividade e qualidade científica. Em 2013, foi feito um aperfeiçoamento da metodologia.
Níveis extremos de perseguição
1. Coreia do Norte
2. Somália
3. Líbia
4. Eritreia
5. Iêmen
6. Nigéria
7. Paquistão
8. Sudão
9. Irã
10. Afeganistão
11. Índia
12. Síria
13. Arábia Saudita
14. Indonésia (somente Aceh)
15. Brunei Darussalam

Níveis muito altos de perseguição
1. Mali
2. Argélia
3. Iraque
4. Mianmar
5. Maldivas
6. China
7. Burkina Faso
8. Laos
9. Cuba
10. Mauritânia
11. Marrocos
12. Uzbequistão
13. Bangladesh
14. Níger
15. República Centro-Africana
16. Turcomenistão
17. Nicarágua
18. Omã
19. Etiópia
20. Tunísia
21. Colômbia
22. Vietnã
23. Butão
24. México
25. Egito
26. Moçambique
27. Catar
28. República Democrática do Congo
29. Indonésia (exceto Aceh)
30. Camarões
31. Comores
32. Tadjiquistão
33. Cazaquistão
34. Jordânia
35. Malásia (somente Malásia Peninsular)
36. Turquia